# La Mort de Ligoun
La Mort de Ligoun (titre original : The Death of Ligoun) est une nouvelle américaine de Jack London publiée aux États-Unis en 1902.

## Historique
La nouvelle n'a pas été publiée en revue. Elle paraît dans le recueil Les Enfants du froid en septembre 1902.

## Résumé
Pour quelques gorgées de « Trois étoiles », Patlitlumn le Buveur est prêt à raconter comment est mort Ligoun...
Ligoun, de la tribu des Chilkats, s'était rendu chez le chef Niblack qui offrait un potlach vers  la Stickeen river...

## Éditions

### Éditions en anglais
- The Death of Ligoun, dans le recueil Children of the Frost, New York ,The Macmillan Co, septembre 1902.

### Traductions en français
- La Mort de Ligoun, traduit par Louis Postif, in Les Enfants du froid, recueil, Hachette, 1932.
- La Mort de Ligoun, traduit par François Specq, Gallimard, 2016[1].

## Sources
- « Bibliographie de Jack London », sur jack-london.fr (consulté le 20 février 2024)